# Fatima-Gebet
Als Fatima-Gebet wird meist ein Gebet bezeichnet, das von der heiligen Jungfrau Maria während der dritten Erscheinung in Fátima am 13. Juli 1917 offenbart worden sein soll. Es ist sowohl Bußgebet als auch eine Bitte für Verstorbene. Regional wird dieses Gebet beim Rosenkranz gesprochen, es ist jedoch nicht Bestandteil des Rosenkranzgebets, da es nicht päpstlich approbiert wurde.

## Gebetstext
| deutsch | lateinisch |
| --- | --- |
| O mein Jesus, verzeih uns unsere Sünden! Bewahre uns vor dem Feuer der Hölle! Führe alle Seelen in den Himmel, besonders jene, die deiner Barmherzigkeit am meisten bedürfen. Amen. | Domine Iesu, dimitte nobis debita nostra, salva nos ab igne inferni, perduc in caelum omnes animas, praesertim eas, quae misericordiae tuae maxime indigent. Amen. |

Mit den Marienerscheinungen von Fatima sind einige Gebete verbunden, die auch als Fatima-Gebete bezeichnet werden. Insbesondere das Gebet des Engels von Fatima sowie das Gebet zur Heiligsten Dreifaltigkeit werden oft als Fatima-Gebet bezeichnet.

## Überlieferung
Teilweise ist allerdings ein abweichender Text dieses Gebets überliefert:
O mein Jesus, verzeih uns unsere Sünden!
Bewahre uns vor dem Feuer der Hölle!
Führe alle Seelen in den Himmel,
und komm, uns vom Irrtum zu befreien.
Amen.